# بیل دممری
بیل دممری (انگلیسی: Bill Demmery؛ 9 March 1877 – ۱۹۵۵ (۷۷−۷۸ سال)) بازیکن فوتبال بود.